# Rongcheng, Anhui
Rongcheng (kinesiska: 蓉城) är en köping i östra Kina. Den ligger i Qingyang härad i staden Chizhou i provinsen Anhui, omkring 150 kilometer söder om provinshuvudstaden Hefei. 